# 조지프 코신스키
조지프 코신스키(영어: Joseph Kosinski, 1974년 5월 3일 ~ )는 미국의 영화 감독, 영화 제작자이다. CG 기술과 컴퓨터 생성 이미지 전문가로 유명하다. 대표 감독 작품으로는 디즈니 디지털 3-D 영화 《트론: 새로운 시작》(2010)과 《오블리비언》(2013)이 있으며 게임 헤일로 3와 기어즈 오브 워의 광고 영상도 제작하였다.
코신스키는 아이오와주에서 태어나 마셜타운에서 자랐다. 어머니는 퍼트리샤 프로보스트(Patricia Provost)이며, 아버지는 조엘 코신스키(Joel Kosinski)로 의사였다. 컬럼비아 대학교에서 기계공학과 건축학을 전공했고, 각종 상업 광고를 연출했다.

## 작품 목록
| 연도 | 제목              | 연출 | 제작   | 각본   | 비고                 |
| ---- | ----------------- | ---- | ------ | ------ | -------------------- |
| 2010 | 트론: 새로운 시작 | 예   | 아니요 | 아니요 | 감독 데뷔작          |
| 2013 | 오블리비언        | 예   | 예     | 예     | 본인 그래픽노블 원작 |
| 2017 | 온리 더 브레이브  | 예   | 아니요 | 아니요 |                      |
| 2022 | 스파이더헤드      | 예   | 아니요 | 아니요 |                      |
| 2022 | 탑건: 매버릭      | 예   | 아니요 | 아니요 |                      |
| 2025 | F1 더 무비        | 예   | 예     | 아니요 |                      |